# لويس سميث (ممثل أفلام)
لويس سميث (بالإنجليزية: Lewis Smith)‏ (و. 1956  م) هو ممثل أفلام، وممثل تلفزي، وكاتب سيناريو أمريكي، ولد في تشاتانوغا.

## التعليم
تعلم في مسرح لي ستراسبرغ ومعهد السينما ‏
.

## وصلات خارجية
- لويس سميث على موقع IMDb (الإنجليزية)
- لويس سميث على موقع ألو سيني (الفرنسية)
- لويس سميث على موقع أول موفي (الإنجليزية)
- لويس سميث على موقع قاعدة بيانات الأفلام السويدية (السويدية)
- لويس سميث على موقع قاعدة بيانات الفيلم (الإنجليزية)
- لويس سميث على موقع كينوبويسك (الروسية)